# Петрушиха
Петруши́ха (рос. Петрушиха) — село у складі Китмановського району Алтайського краю, Росія. Входить до складу Китмановської сільської ради.

## Населення
Населення — 232 особи (2010; 338 у 2002).
Національний склад (станом на 2002 рік):
- росіяни — 95 %